# Gigantorhynchus echinodiscus
Espèce
Synonymes
- Echinorhynchus echinodiscus Diesing, 1851

Gigantorhynchus echinodiscus est une espèce d'acanthocéphales de la famille des Gigantorhynchidae.

## Distribution
Cette espèce se rencontre en Amérique du Sud.
Adulte, c'est un parasite digestif de fourmiliers. Il a été observé sur Cyclopes didactylus, Tamandua tetradactyla et Myrmecophaga tridactyla.
Les hôtes intermédiaires sont très vraisemblablement des termites.

## Systématique et taxinomie
Cette espèce a été décrite sous le protonyme Echinorhynchus echinodiscus par Karl Moritz Diesing en 1851. C'est l'espèce type du genre Gigantorhynchus.

## Publication originale
- Diesing, 1851 : Systema helminthum. vol. 2, p. 1-588 (texte intégral).